# Cristopher Loaiza
Cristopher Jesús Loaiza Guillén (Nueva York, 17 de noviembre de 2000) es un futbolista estadounidense, nacionalizado ecuatoriano. su posición dentro del campo es delantero actualmente su club es el Saint Louis FC De la USL Championship.

## Clubes
| Club           | País           | Año             | Partidos | Goles |
| -------------- | -------------- | --------------- | -------- | ----- |
| CSD Don Café   | Ecuador        | 2018 - 2020     | 6        | 3     |
| Saint Louis FC | Estados Unidos | 2020 - Presente | 2        | 0     |

- Datos: Q22667710